# Tremellales
Tremellales (Trilzwammen) is een orde binnen de klasse van steeltjeszwammen.  Ze leven van afstervende of dode twijgen en takken van diverse boomsoorten. Voorheen werden de geassocieerde soorten opgenomen in de nu verouderde klasse van Phragmobasidiomycetes of Heterobasidiomycetes vanwege hun longitudinaal gesepteerde basidia. Er zijn ongeveer 200 soorten paddenstoelen die tot deze orde behoren in Midden-Europa.

## Taxonomie
De orde bestaat volgens Index Fungorum uit de volgende families: 
Orde: Tremellales
- Familie: Bulleraceae
- Familie: Bulleribasidiaceae
- Familie: Carcinomycetaceae
- Familie: Cryptococcaceae
- Familie: Cuniculitremaceae
- Familie: Naemateliaceae
- Familie: Phaeotremellaceae
- Familie: Phragmoxenidiaceae
- Familie: Rhynchogastremataceae
- Familie: Sirobasidiaceae
- Familie: Tremellaceae
  - Soort: Gele trilzwam (Tremella mesenterica)
- Familie: Trimorphomycetaceae

Genera incertae sedis:
- Sigmogloea
- Sirotrema
- Tremellina
- Xenolachne